# مسجد و مدرسه مادرشاه
مسجد و مدرسه مادرشاه ممکن است به یکی از موارد زیر اشاره داشته باشد:
- مسجد ارگ یکی از مساجد مشهور و تاریخی شهر تهران
- مدرسه چهارباغ آخرین بنای تاریخی باشکوه دوران صفوی در اصفهان